# Nils Mörner (1849–1926)
Adolf Nils Carl Mörner af Morlanda, född 16 maj 1849 i Tystberga församling, Södermanlands län, död 12 juni 1926 i Sankt Anna församling, Östergötlands län, var en svensk greve, politiker och godsägare. 

## Biografi
Nils Mörner af Morlanda föddes 1849 på Björksund. Han var son till. Mörner avlade 1872 mogenhetsexamen och blev samma år student vid Ultuna lantbruksinstitut. Han tog examen 1874 och blev senare landstingsman i Östergötlands län. Mörner utnämndes 1 december 1903 till RVO, 22 mars 1912 till GMtf och 30 september 1914 till KVO2kl. Han avled 1926 på Herrborum i Sankt Anna socken.

### Familj
Mörner gifte sig 3 maj 1876 i Stockholm med Margareta Montgomery (1855–1929), dotter till bruksägaren Robert Montgomery-Cederhielm och Cecilia Nordenfeldt. De fick tillsammans barnen dotter (1877–1877), Louise Mörner (1879–1978) som var gift med greve Carl Magnus Stenbock och kaptenen Josias Carl Montgomery, kommendörkaptenen Adolf Mörner (född 1881), kammarherren Carl Mörner (1883–1977) och Eva Mörner (född 1889) som var gift med kaptenen Hübner von Holst och professorn Arthur Montgomery.